# Акварель

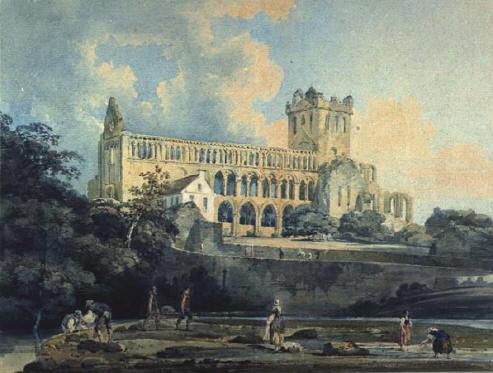
Томас Гіртін, Джедбурзьке абатство, вигляд з боку річки, (1798–1799), акварель.

Акваре́ль (фр. aquarelle — водяниста; італ. acquarello) — прозора водорозчинна фарба та малюнок, виконаний нею. Акварельна фарба утворює тонкий шар суспензії пігменту, що дозволяє створювати ефект легкості та прозорості у колірних переходах. Акварель поєднує особливості живопису (багатство тону, побудова форми та простору кольором) і графіки (активна роль паперу в побудові зображення, відсутність специфічної рельєфності мазка, характерної для живописної поверхні).

## Склад
Акварельні фарби складаються з пігмента та водорозчинної сполучної речовини: гуміарабіку, тваринного клею чи цукру. Різноманітні добавки (наприклад, мед, гліцерин) збільшують пластичність і надають інших ефектів. Так, додаванням солі на невисохлий малюнок досягається його плямистість. Фарба випускається твердою у вигляді плиток або напівтвердою в кюветах і тюбиках.
Акварель прозора, крізь неї просвічує колір основи. Це дозволяє досягати багатої гами змішуванням навіть нечисленних кольорів. Часом до акварелі додають білила, що робить її непрозорою, корпусною і наближає за властивостями до гуаші. Фарба швидко висихає, але під тривалою дією сонячного світла вицвітає.

## Техніка

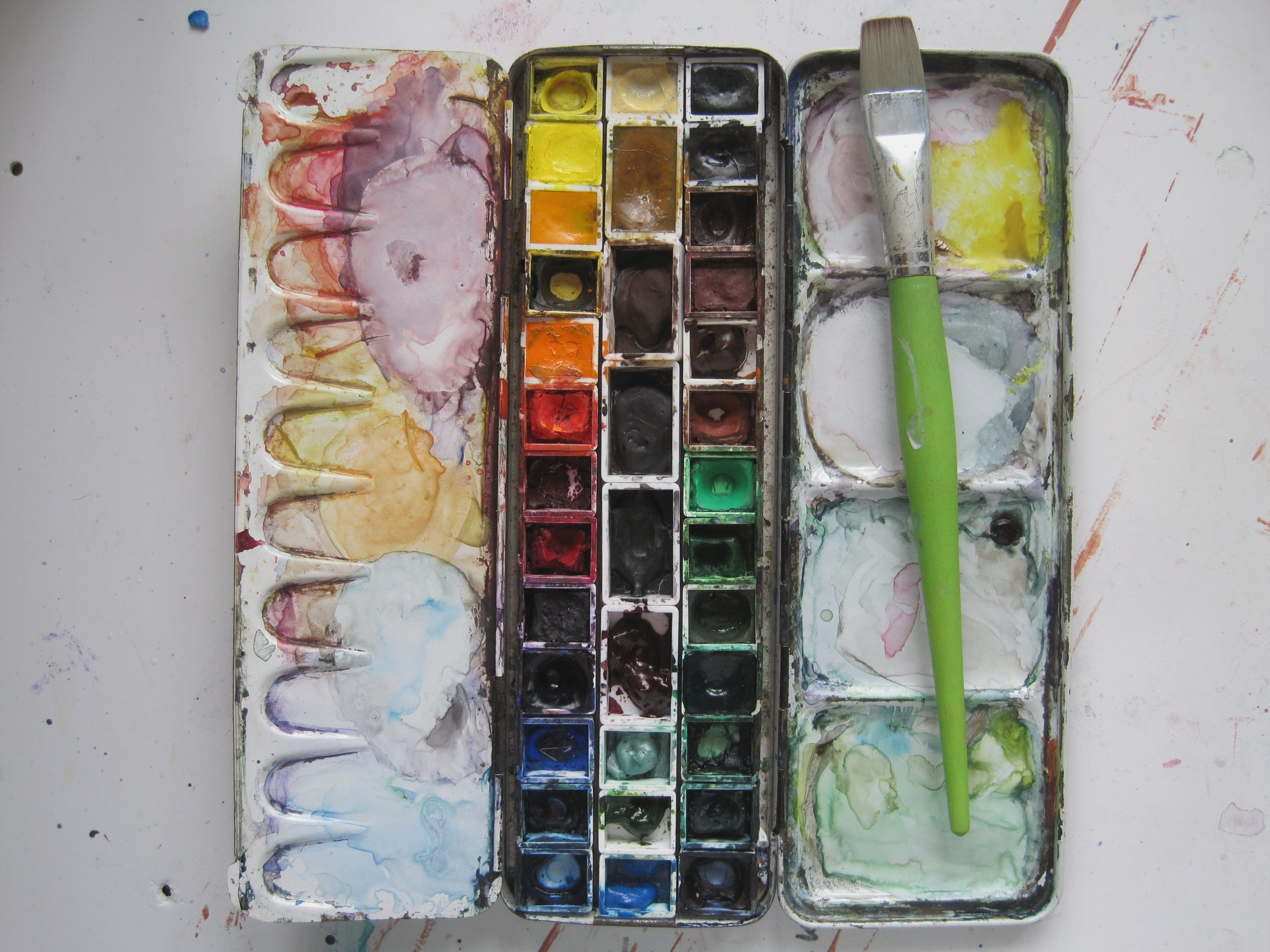
Набір для малювання аквареллю

Малюнки акварельними фарбами виконуються переважно на папері, іноді на шовку, слоновій кістці, полотні, шкірі, папірусі, дереві. Існує спеціальний акварельний папір, зроблений з бавовни.
Оскільки мазки аквареллю прозорі, то неможливо перекривати темніші мазки світлішими, суттєво доробляти і переробляти деталі. Водночас акварель легко розмивається, завдяки чому створюються плавні переходи між кольорами. Затьоки одного кольору на інший надають ефекту рухливості. Білий колір зазвичай не використовується, замість цього біла основа малюнка лишається незафарбованою. Якщо великі ділянки повинні бути одноколірні (наприклад, небо), то попередньо фарбується вся основа. Малюнок починається зі світлих тонів, далі мазками однакового кольору досягаються темніші кольори. Зазвичай кожен шар повинен висохнути перед тим, як буде нанесено наступний.
Акварельні фарби потрібно попередньо змочити, щоб вони легко набиралися на пензель. Колір і насиченість фарби заздалегідь випробовуються на палітрі, що обов'язково повинна бути білою — щоб усі кольори виглядали так, як на поверхні для малювання. Пензель повинен бути добре змочений до такої міри, що ворсинки не розділяються, завдяки чому лишають рівний суцільний слід. Попередній малюнок олівцем на папері не рекомендується стирати гумкою, бо це пошкоджує папір і перешкоджає рівномірному ляганню фарби.
Акварель буває різнокольоровою і монохромною. Монохромні акварелі — це сепія, бістр, «чорна акварель», туш. Малюнок виконується круглими м'якими пензлями, іноді пером або акварельним олівцем. Зроблений акварельним олівцем малюнок потім можна розмити фарбою, що робить його схожим на малюнок, виконаний звичайними фарбами.
Залежно від ступеня вологості паперу виділяються «робота по-мокрому» («англійська» акварель) і «робота по-сухому» («італійська» акварель). «Робота по-мокрому» дозволяє досягати плавніших переходів кольорів, але вони менш контрольовані, бо фарба продовжує рухатися, поки не висохне.

## Історія

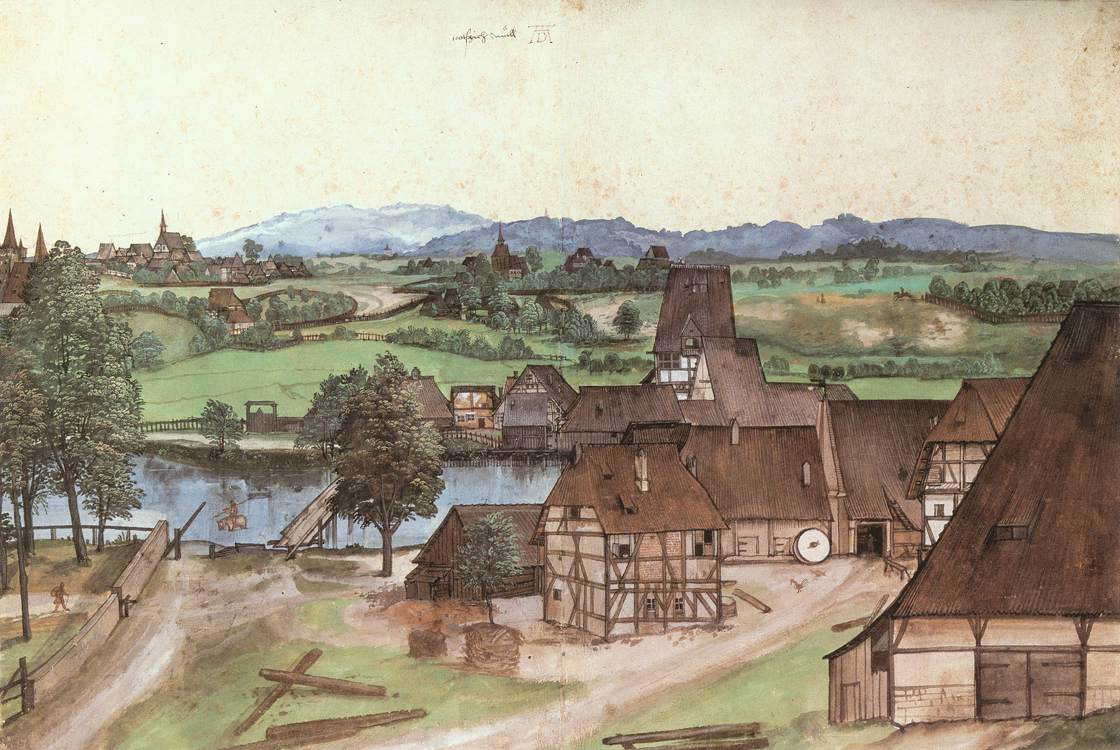
Акварельний пейзаж Альбрехта Дюрера, близько 1489 р.

Мистецтво акварелі відоме з найдавніших часів, першими акварелями можуть вважатися печерні малюнки з використанням природних пігментів: вугілля, охру. В Стародавньому Єгипті аквареллю малювали на папірусі, але через крихкість матеріалу їх збереглося небагато. У традиційному китайському мистецтві акварель розвинулась приблизно в 4000 р. до н. е., переважно як засіб декоративного мистецтва. До IV ст. н. е. акварельні пейзажі утвердилися як самостійна форма китайського живопису, і набули панівного становища. В Європі епохи середньовіччя акварелями ілюструватися рукописи та малювалися мапи. За Відродження акварельні фарби використовували для створення портретних мініатюр або етюдів з натури. Відомими майстром акварелі був німецький художник Альбрехт Дюрер.
Акварелями виконувалися ботанічні та зоологічні ілюстрації, але переважно акварелі слугували підготовчими малюнками. Популярність акварелі в Європі настала завдяки досягненнями англійської школи пейзажистів XVIII—XIX ст. (Пол Сендбі, Томас Гіртін, Вільям Тернер), заснованої в 1805 році. Такі художники, як Вільям Парс, Джон Ворвік Сміт, Томас Гіртін і Вільям Тернер почали використовувати ширшу палітру сильніших кольорів для картин дикої природи та рослин. Художники-акварелісти також виконували замальовки туристичних і військових місць, а також археологічних розкопок, антропологічних і природознавчих експедицій. Використовуючи грубий фактурний папір, фарбу наносили вільнішим мазком, щоб зафіксувати швидкоплинні ефекти в пейзажі. Серед популярних акварельних художників-пейзажистів «Золотої доби акварелі» були Девід Кокс, Корнеліус Варлі і Семюель Праут.
У XIX ст. акварель поширилася у Франції (Жан-Оноре Фрагонар, Юбер Робер, Ежен Делакруа, Оноре Дом'є, Поль Гаварні). В Італії виникла манера густого багатошарового живопису на сухому папері, якому властиві різкі контрасти світла й тіні, кольору й білого паперу. В Німеччині — Адольф фон Менцель. Пізніше до акварелі звертались представники неоімпресіонізму (Поль Сіньяк), експресіонізму (Анрі Матісс). Американські мистецькі рухи, які прихильно ставилися до акварельного мистецтва, включали школи Огайо і Каліфорнії.
XX століття позначилося експериментами з новими стилями та техніками під впливом таких рухів, як імпресіонізм, експресіонізм, абстрактне мистецтво та попарт. Деякі з найвідоміших акварелістів цього періоду: Пауль Клее, Джорджія О’Кіф, Чарльз Демут, Девід Гокні та Енді Воргол. Однак, загальна частка акварелі зменшилася через поширення олійних малюнків, акрилу та цифрового мистецтва.
Сучасні акварелісти можуть використовувати більш густі та яскраві фарби, поєднувати їх з чорнилом, гуашшю, акрилом, пастеллю та іншими матеріалами.

## Акварель в українському мистецтві

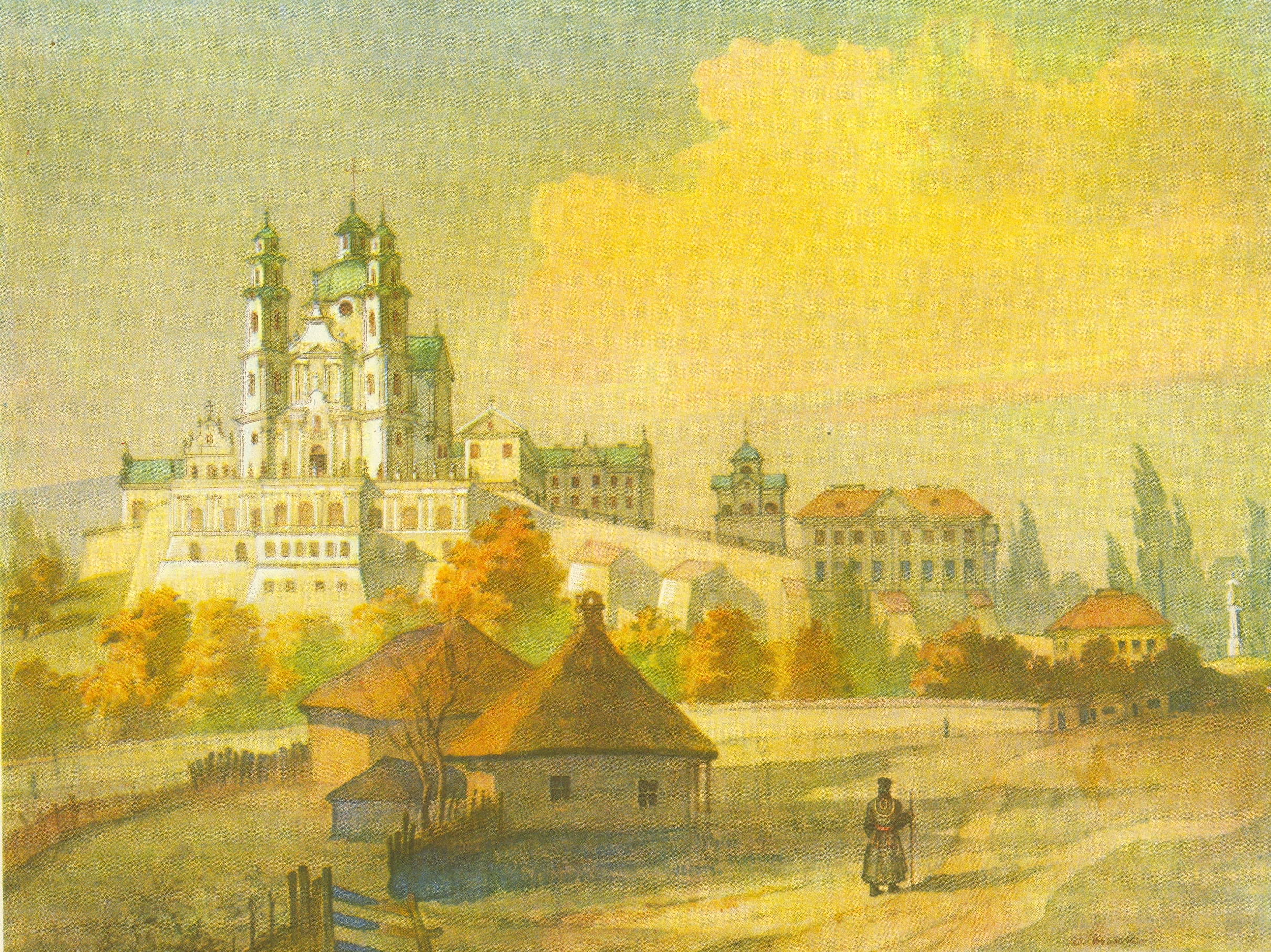
Тарас Шевченко, «Почаївська лавра з півдня», 1864 р.

В Україні акварель застосовували для розфарбовування гравюр, панорамно-топографічних краєвидів. Наприкінці XVIII — на початку XIX ст. поширюються пейзажі із зображенням старовини, залишків романтичних руїн. Особливе зацікавлення викликали нові південні міста, а також Київ з його численними пам'ятками історії й культури. Протягом усього свого мистецького життя до акварелі звертався Тарас Шевченко. Під його впливом до техніки акварелі і мотивів Києва звернувся Михайло Сажин. Пейзажами та архітектурою України захоплювалися російські художники-акварелісти Олександр Кунавін і Федір Солнцев.
Ті самі ідейно-змістові завдання, що й в олійному живописі, в техніці акварелі успішно реалізовували Костянтин Трутовський, Сергій Васильківський, Геннадій Ладиженський. Як теоретик і майстер реалістичного акварельного живопису виступав архітектор Валентин Фельдман, демонструючи багатство колориту, чистоту й прозорість тонів.
На початку XX ст. акварель нерідко поєднували з графітним олівцем (Григорій Дядченко), тушшю (Михайло Яровий), гуашшю (Петро Нілус). Для створення ескізів та ілюстрацій до акварелі звертався Георгій Нарбут, поєднуючи її з тушшю. Широким діапазоном засобів і прийомів акварельного живопису володіла Олена Кульчицька, працюючи над жанровими композиціями, пейзажами, портретами.
Українські акварелісти радянської епохи — це Олексій Шовкуненко, засновник жанру індустріального пейзажу в українському мистецтві, Анатолій Петрицький, Георгій Світлицький, Костянтин Богаєвський, Карпо Трохименко, Сергій Григор'єв, Георгій Меліхов, Микола Базилєв, Микола Родін, Василь Касіян.
Значного поширення набула акварель після Другої світової війни, особливо з 1960-х років: Митрофан Глущенко, Георгій Чернявський, Олександр Губарєв, Яків Басов, Володимир Голованов, Григорій Гавриленко, Олексій Фіщенко та інші.

## Твори, виконані аквареллю

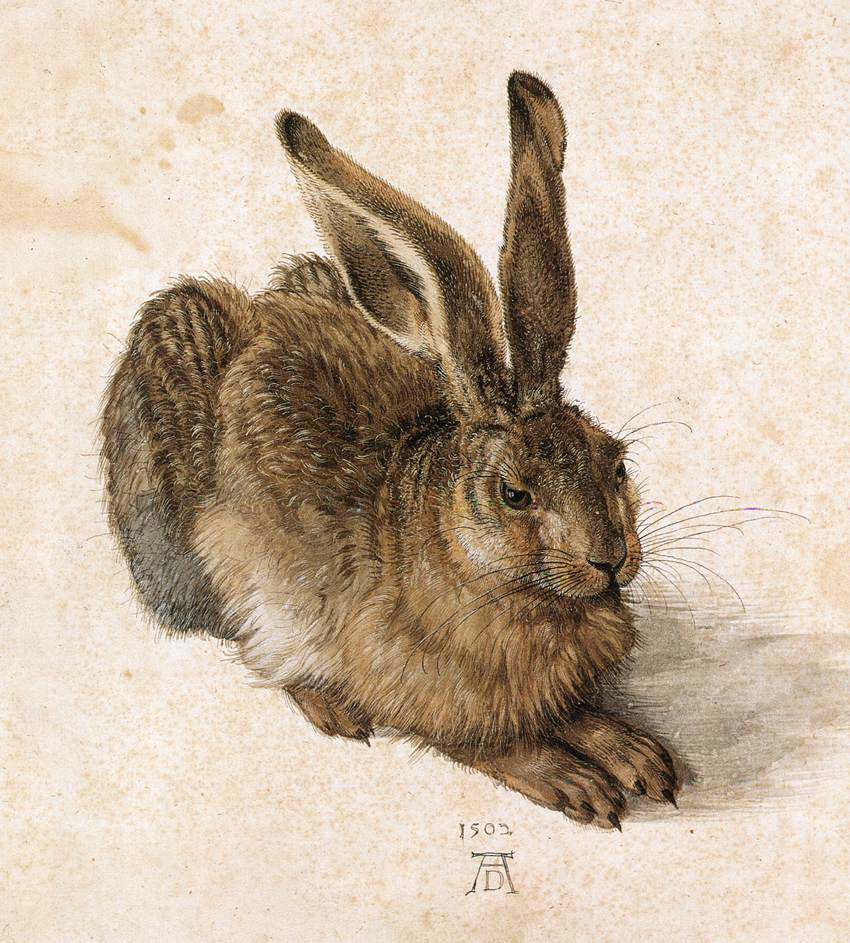
Альбрехт Дюрер, «Заєць», 1502 р.
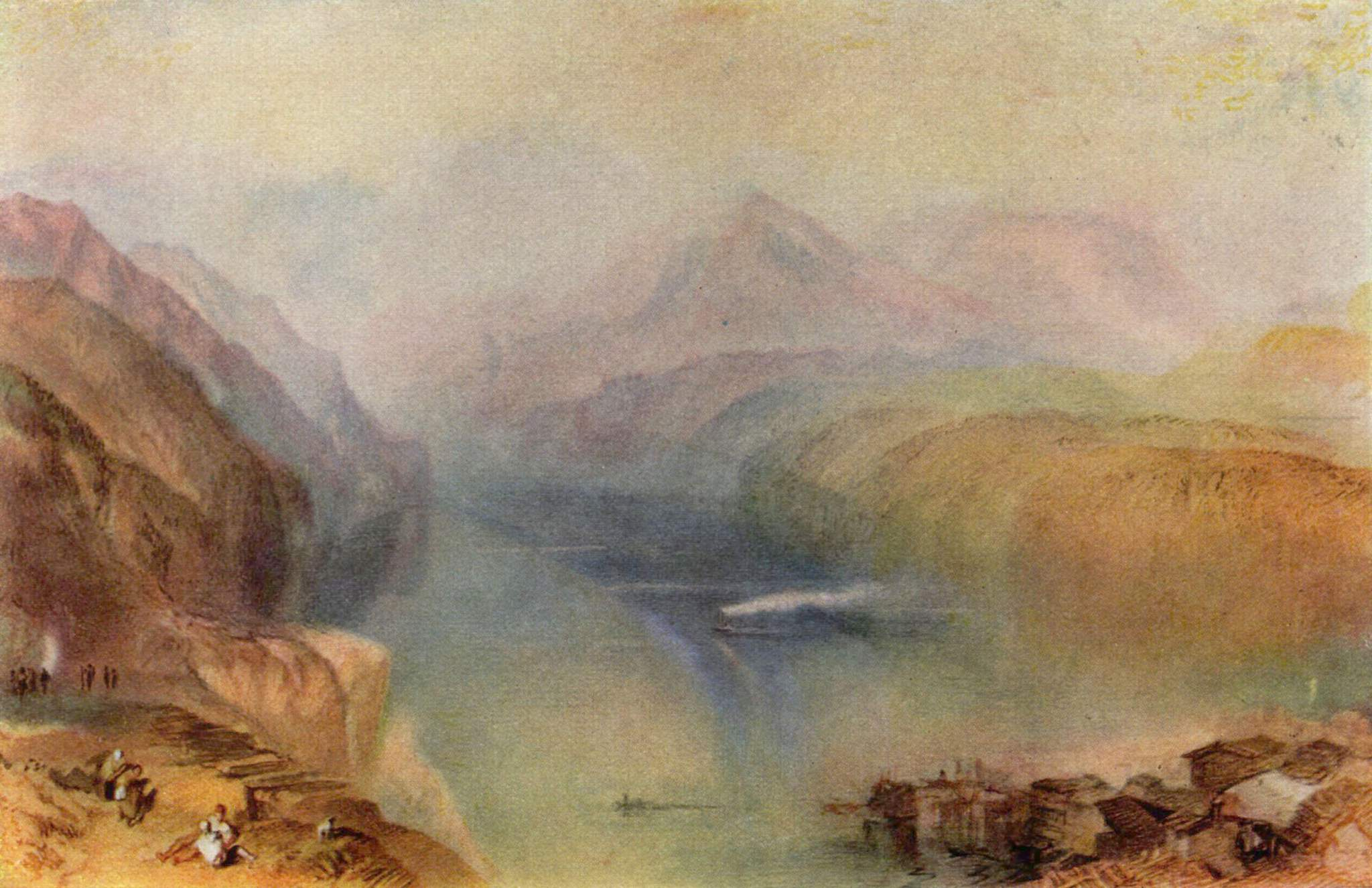
Джозеф Меллорд Вільям Тернер, 1802 р.
Ф. Сандман, «Коло Карлового мосту», 1840 р.
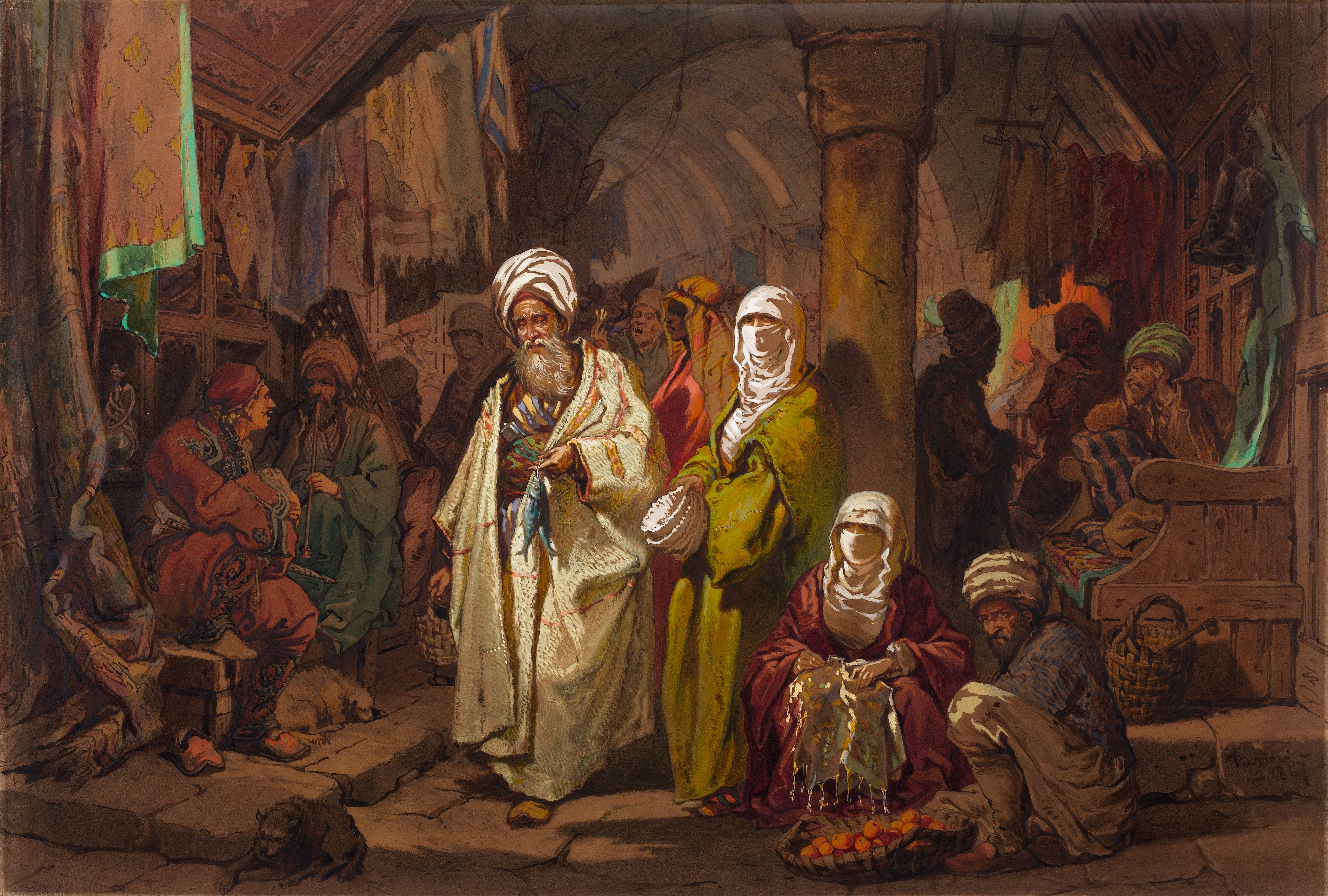
Амедео Преціозі, «Великий базар», друга половина XIX ст.
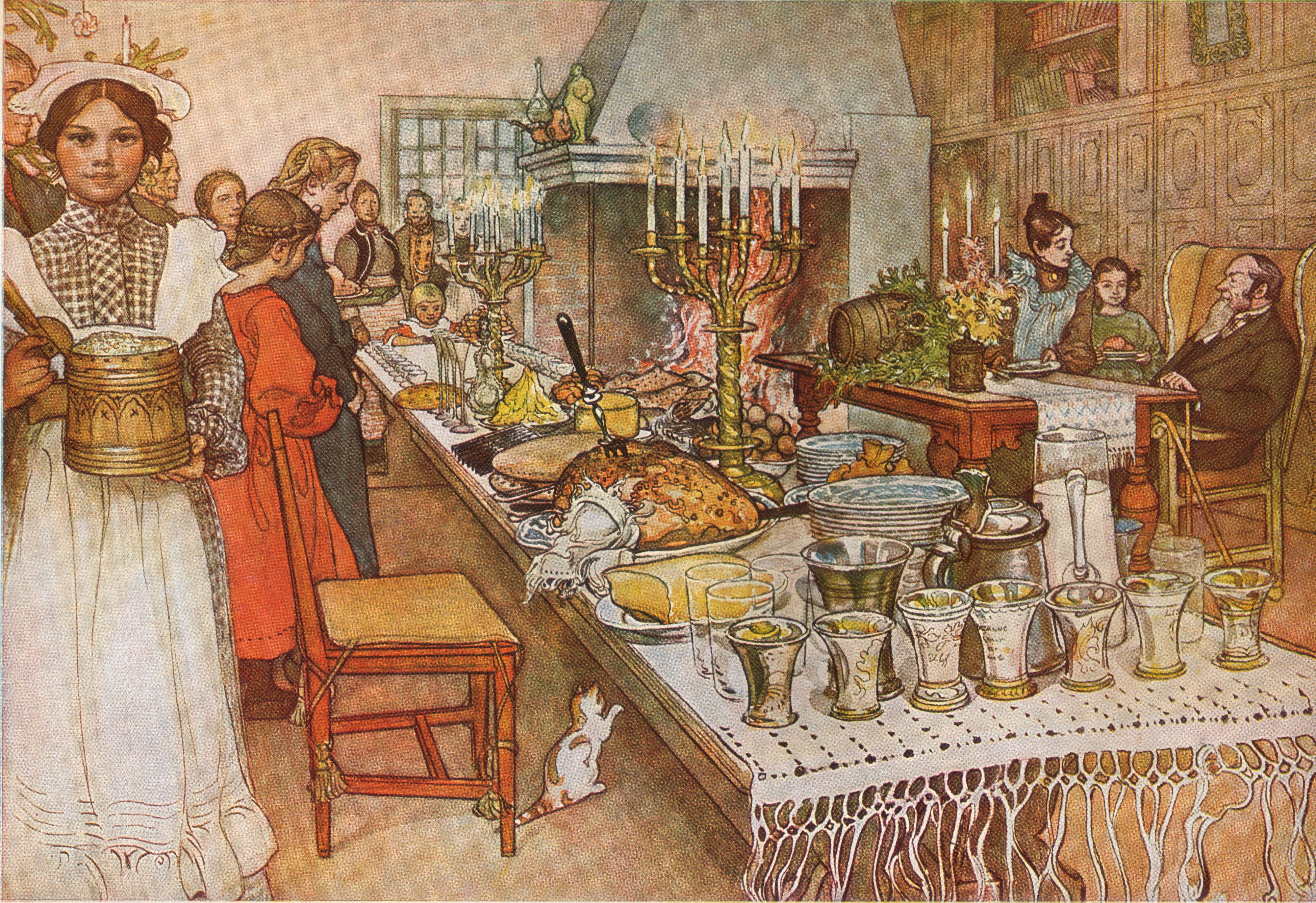
Карл Ларссон, «Святий Вечір», 1904-1905 р.
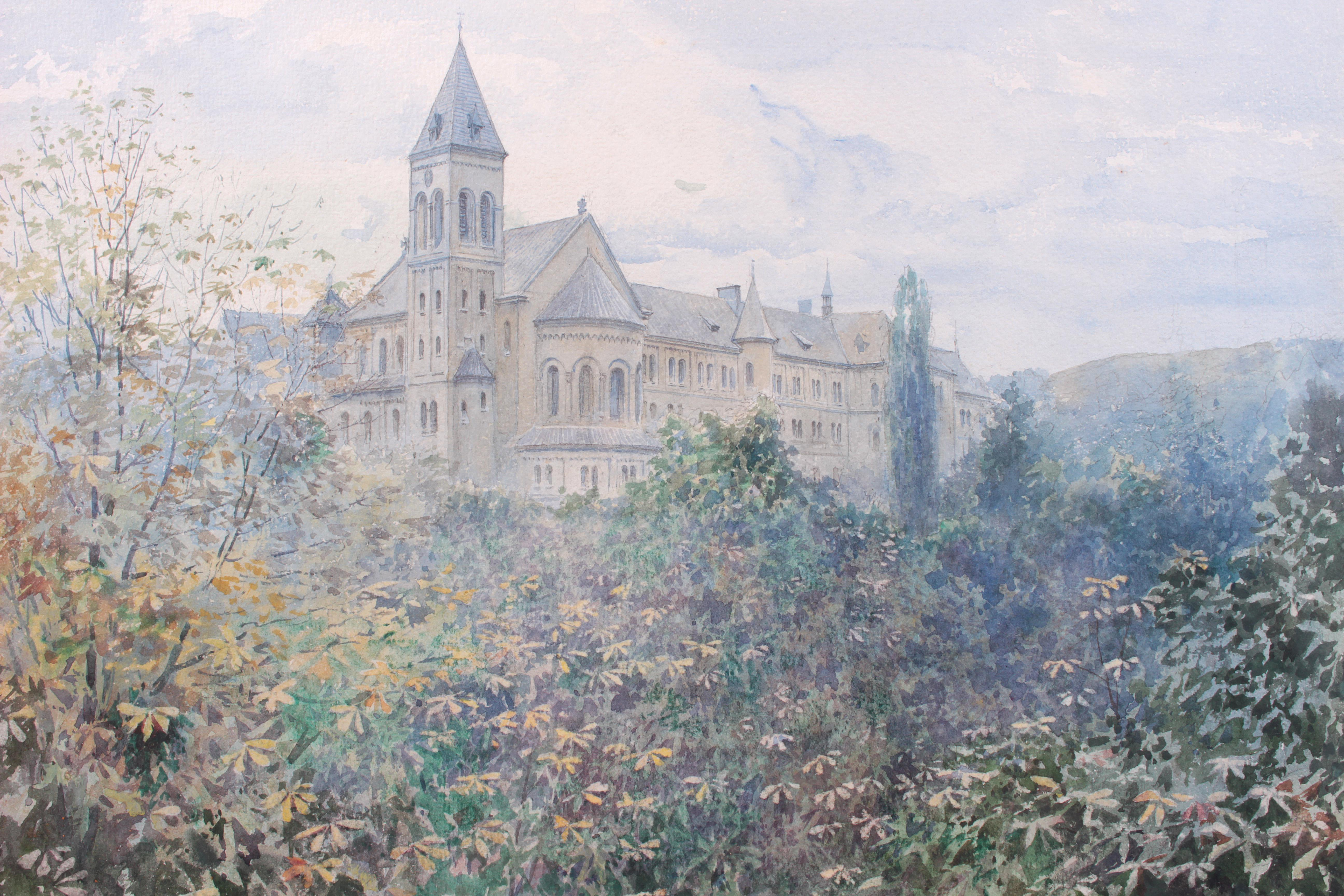
Вацлав Янса, «Вид на замок», до 1913 р.
Десятничук Альберт. «Золоті ворота. Київ», 1971 р.
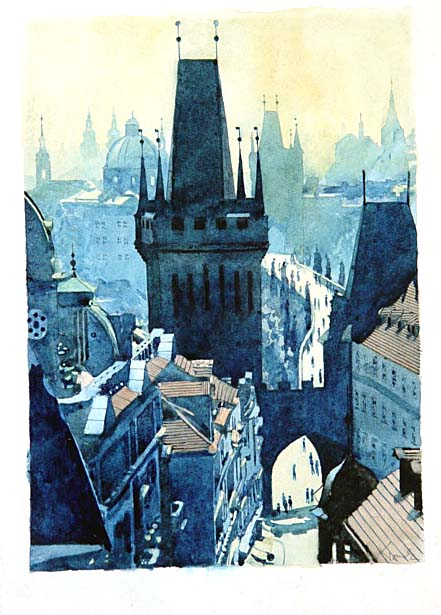
Едуард Томек (1912—2001), «Карлів міст», 1984 р.
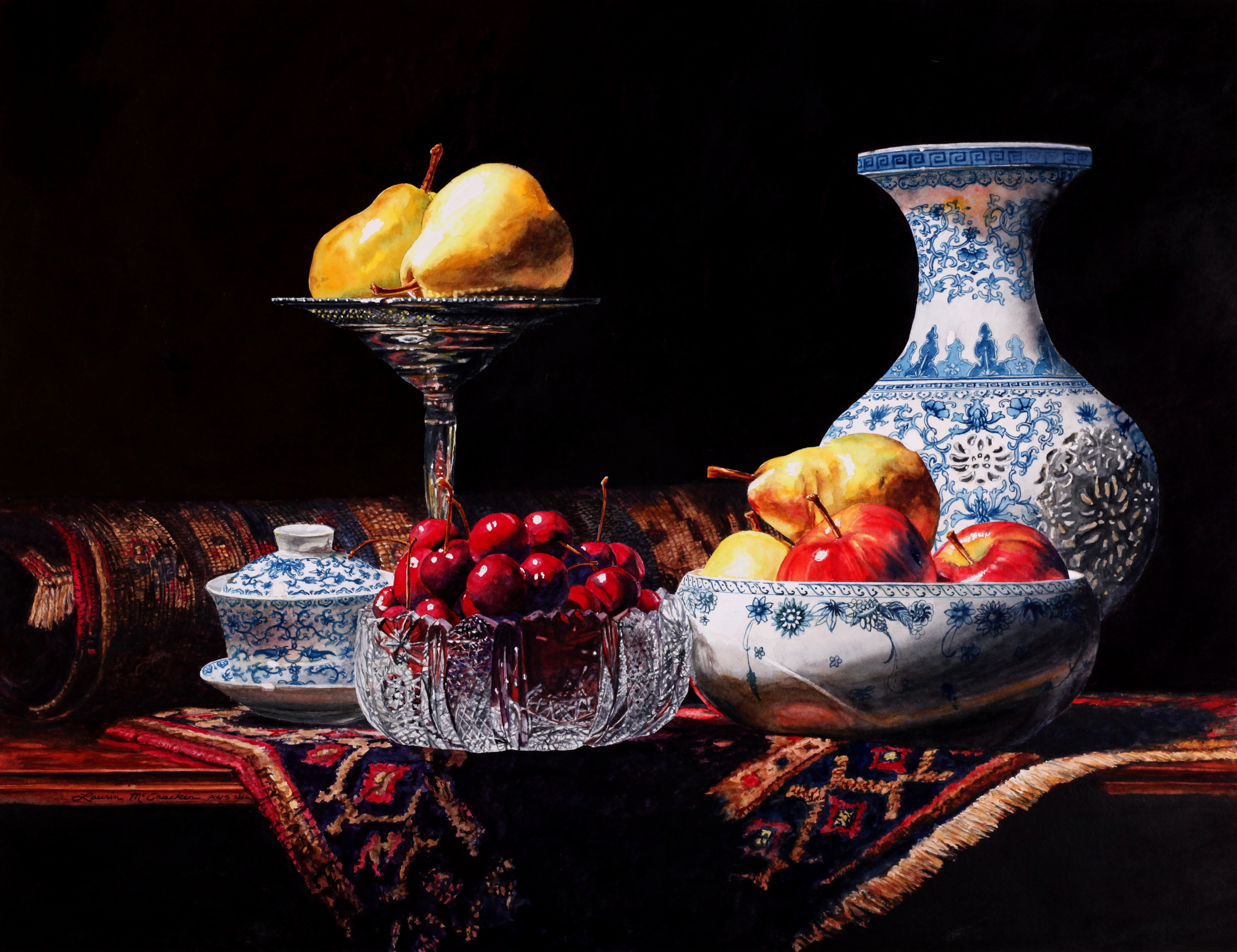
Фотореалістичний натюрморт Лорін Маккрекен, 2023 р.